# Wulbrand von Hallermund
Wulbrand von Hallermund († 23. Dezember 1436) war der letzte des Geschlechts derer von Hallermund. Er war von 1398 bis 1406 Abt von Corvey und danach bis zu seinem Tod 1436 Bischof von Minden.

## Leben
Er war der Sohn des Grafen Wilbrand und Graf Otto V. war sein Bruder. Er war in seiner Zeit als Bischof in mehrere Fehden verwickelt. Dabei zog er sich mehrere Narben zu. In seiner Amtszeit wurde 1421 das Marienstift Minden in ein Damenstift umgewandelt.
Er war welfischer Parteigänger. 1411 verkaufte er den Hallermundschen Besitz an Bernhard I. (Braunschweig-Lüneburg). Das wiederum war eine Ursache für die Fehde von 1420 zwischen den Welfen und den mit den Hallermundern verschwägerten Grafen von Spiegelberg, in der letztere u. a. ihre Eversteinsche Pfandschaft Ohsen verloren. Wulbrand gewann für das Hochstift Minden verschiedene Schlösser und Besitzungen unter anderem von den Grafen zur Lippe und Tecklenburg zurück. Auch führte er um Besitzrechte Krieg gegen das Hochstift Osnabrück. Er wurde im Dom zu Minden beigesetzt. Eine Statuette, die ihn darstellt, befindet sich im Museum.